# Джон, Саджив
Саджив Джон (род. 1957, Индия) — физик, профессор Университета Торонто.

## Биография
Получил степень бакалавра в Массачусетском Технологическом Институте (1979), и степень Ph.D. в Гарварде (1984). Его диссертация была посвящена теории локализации света в трехмерных средах. В 1986—1989 работал ассистентом профессора в Принстоне. В 1987 году, независимо от Эли Яблоновича, опубликовал работу, положившую начало изучению фотонных кристаллов.

## Награды
- Международная премия короля Фейсала (2001)
- Премия по квантовой электронике IEEE (2007)
- Эрстедовская лекция (2009)[2]
- Thomson Reuters Citation Laureates (2011)